# Liste der Baudenkmäler in Hirschau
Auf dieser Seite sind die Baudenkmäler in der Oberpfälzer Stadt Hirschau zusammengestellt. Diese Tabelle ist eine Teilliste der Liste der Baudenkmäler in Bayern. Grundlage ist die Bayerische Denkmalliste, die auf Basis des Bayerischen Denkmalschutzgesetzes vom 1. Oktober 1973 erstmals erstellt wurde und seither durch das Bayerische Landesamt für Denkmalpflege geführt wird. Die folgenden Angaben ersetzen nicht die rechtsverbindliche Auskunft der Denkmalschutzbehörde.
 Die Liste gibt den Fortschreibungsstand vom 27. November 2018 wieder und umfasst 59 Baudenkmäler.

## Stadtbefestigung
| Lage                                                                                     | Objekt           | Beschreibung | Akten-Nr.             | Bild |
| ---------------------------------------------------------------------------------------- | ---------------- | --- | --------------------- | ---- |
| Hauptstraße 23; Stadtmauerngasse 27; Stadtmauerngasse 41; Nürnberger Straße 5 (Standort) | Stadtbefestigung | Erhaltene Teilstücke der Stadtmauer im Westen und Süden, in jüngere Wohnbebauung integriert, 14. Jahrhundert, im Bereich der Grundstücke Hauptstraße 25, Stadtmauergasse 3–9 und 23, 25 und 29–41 (jeweils ungerade Nummern) sowie Hirtengasse 8–28 (gerade Nummern); einbezogene Teile der ehemaligen Stadtmauertürme, Stadtmauergasse 31 und 41, 14. Jahrhundert. | D-3-71-127-1 Wikidata | BW   |

## Baudenkmäler nach Ortsteilen

### Hirschau
| Lage                                                                          | Objekt                                                                                               | Beschreibung | Akten-Nr.              | Bild                                      |
| ----------------------------------------------------------------------------- | --- | --- | ---------------------- | ----------------------------------------- |
| Amberger Straße (Standort)                                                    | Bildstock, sogenannte Hohe Marter                                                                    | Polygonaler Pfeiler mit Laterne und Satteldach, frühes 20. Jahrhundert. | D-3-71-127-32 Wikidata | Bildstock, sogenannte Hohe Marter         |
| Bischof-Bösl-Platz 1 (Standort)                                               | Katholische Pfarrkirche Mariä Himmelfahrt                                                            | Saalbau, verputzter Massivbau mit Satteldach, eingezogener Chor mit Fünfachtelschluss, Strebepfeilern und Maßwerkfenstern, Anfang 15. Jahrhundert, Westturm aus Sandsteinquadern mit Laternenzwiebelhaube, 1753, Umgestaltung des Langhauses im Stil der Neugotik und Errichtung der Liebfrauenkapelle östlich des Chors, 1847/48, Sakristei, Ölbergkapelle und Lourdesgrotte 1910–12; mit Ausstattung (siehe auch: Epitaph für Jörg Wurmrauscher und seine Frau Margarete); Mariensäule, Steinfigur auf Betonsäule, bezeichnet mit „1910“ und „1982“; Salvatorsäule, Christusfigur auf Pfeiler, Stein, 1911; Missionskreuz, Holz, mit gusseisernem und vergoldeten Corpus Christi, um 1892. | D-3-71-127-27 Wikidata | weitere Bilder                            |
| Burgstraße 4 (Standort)                                                       | Ehemalige Mühle                                                                                      | Zweigeschossiger, verputzter Massivbau mit Walmdach, gekehlten Gewänden und einfacher Putzgliederung, bezeichnet mit „1724“, im Kern wohl älter. | D-3-71-127-23 Wikidata | Ehemalige Mühle                           |
| Ehenfelder Straße 9, Kohlberger Straße 5 a, Nähe Ehenfelder Straße (Standort) | Felsenkelleranlage                                                                                   | Dreizehn teils weit verzweigte Keller beidseits der Straße, mit gemauerten, teils rundbogigen Mundlöchern, 18./19. Jahrhundert. | D-3-71-127-68 Wikidata | Felsenkelleranlage                        |
| Ehenfelder Straße 9 (Standort)                                                | Kapellenbildstock, sogenannte Pestkapelle                                                            | Verputzt, mit Satteldach und Kruzifix in Bildnische, in Erinnerung an die Pestjahre 1633/34, um 1930 stark erneuert; ursprünglich am Ziegelhüttenplatz. | D-3-71-127-5 Wikidata  | Kapellenbildstock, sogenannte Pestkapelle |
| Ehenfelder Straße 9, Kohlberger Straße 5 a, Nähe Ehenfelder Straße (Standort) | Kapelle                                                                                              | Verputzter Massivbau über rechteckigem Grundriss, mit Satteldach und Figurennische, wohl Ende 19. Jahrhundert. | D-3-71-127-72          | Kapelle                                   |
| Ehenfelder Straße 10; Hinter der Kapelle; Ehenfelder Straße 12 (Standort)     | Katholische Nebenkirche heilige Vierzehn Nothelfer und Mariä Heimsuchung, ehemalige Wallfahrtskirche | Saalbau, verputzter Massivbau mit Satteldach, eingezogenem, dreiseitig geschlossenem Chor und Rundbogengewänden, im Kern 15. Jh., Umbau Ende 17. Jahrhundert, Dachreiter mit Zwiebelhaube 1884, Erweiterung 1887; mit Ausstattung; Friedhofsgebäude, eingeschossiger, verputzter Massivbau mit Satteldach, Sandsteingewänden und zwei Ochsenaugen, 18. Jahrhundert; Friedhofskreuz, Gusseisen, bezeichnet mit „1888“; Familiengrabstätte Dorfner, zwei neugotische Grabmäler mit gusseisernem Umfassungsgitter, neugotisch, um 1860, eines im Gründerzeitstil mit Einfassung, um 1890, eines um 1900 (ebenfalls Dorfner); Friedhofsmauer.                                                    | D-3-71-127-2 Wikidata  | weitere Bilder                            |
| Georg-Schiffer-Straße 64 (Standort)                                           | Kapelle des ehemaligen Armenhauses                                                                   | Verputzter Massivbau mit Satteldach, breitem Segmentbogenportal und Putzgliederung, bezeichnet mit „1678“, im Kern wohl älter; mit Ausstattung. | D-3-71-127-7 Wikidata  | BW                                        |
| Hauptstraße 1, 2 (Standort)                                                   | Ehemaliges Pflegschloss, 1817–1968 Brauerei                                                          | Dreigeschossiger Massivbau mit Satteldach, Treppengiebel, Kastenerker aus Sandstein mit Inschrifttafeln und gefasten Fenstergewänden, bezeichnet mit „1478“, unter Einbezug von Teilen des 14. Jahrhunderts; östlich ehemalige Mälzerei, dreigeschossiger Massivbau mit Satteldach, mit eingeschossigem Anbau mit Pultdach, 1819; westlich Gasthaus, zweigeschossiger, verputzter Massivbau mit einseitig halb abgewalmtem Satteldach, gekehlten Gewänden, Fledermausgauben, Nischenfigur und Sandsteinportal, bezeichnet mit „1820“. | D-3-71-127-8 Wikidata  | weitere Bilder                            |
| Hauptstraße 25 (Standort)                                                     | Wohnhaus                                                                                             | Zweigeschossiger, traufständiger und verputzter Massivbau mit Satteldach, 18./19. Jahrhundert, Traufseitbau, rückseitig mit einbezogener Stadtmauersubstanz, 14. Jahrhundert. | D-3-71-127-11 Wikidata | BW                                        |
| Hauptstraße 56 (Standort)                                                     | Wohnhaus                                                                                             | Zweigeschossiger, traufständiger und verputzter Massivbau mit Satteldach, Stichbogengewänden und neugotischer Tür, um 1860. | D-3-71-127-12 Wikidata | BW                                        |
| Hauptstraße 61 (Standort)                                                     | Gasthaus Goldener Hirsch                                                                             | Zweigeschossiger, verputzter Massivbau mit Walmdach und Spitzbogentor, wohl 1522, Umbau und Wappenausleger 1730; rückwärtig zweigeschossiger Anbau mit Satteldach. | D-3-71-127-13 Wikidata | weitere Bilder                            |
| Hauptstraße 63 (Standort)                                                     | Ehemalige Taverne, dann Schmiede                                                                     | Zweigeschossiger, traufständiger und verputzter Massivbau mit Satteldach, im Kern 16./17. Jahrhundert, nach 1897 erneuert, mit neugotischer Tür. | D-3-71-127-14 Wikidata | BW                                        |
| Hauptstraße 66 (Standort)                                                     | Wohnhaus                                                                                             | Zweigeschossiger, verputzter Massivbau mit einseitig halb angewalmtem Satteldach und Rundbogentor, im Kern 16./17. Jahrhundert; Rückgebäude, zweigeschossiger, verputzter Massivbau mit Satteldach und Stichbogengewänden, 18./19. Jahrhundert; zwei Schwibbögen. | D-3-71-127-15 Wikidata | BW                                        |
| Hauptstraße 68 (Standort)                                                     | Wohnwirtschaftsgebäude                                                                               | als eingeschossiger Satteldachbau in Bruchsteinmauerwerk erbaut, im Kern wohl 16. Jahrhundert, Wohnteil später aufgestockt, an der Nordseite erhaltene Mauerteile der Stadtbefestigung | D-3-71-127-74          | BW                                        |
| Hauptstraße 70 (Standort)                                                     | Wohnhaus                                                                                             | Zweigeschossiger, traufständiger und verputzter Massivbau mit Satteldach und profilierten Gewänden, im Kern 16. Jahrhundert, eingelassene Wappentafel, 14. Jahrhundert; Rückgebäude, zweigeschossiger Massivbau mit Satteldach, 16. Jahrhundert, hölzerner Laubengang, 18./19. Jahrhundert. | D-3-71-127-16 Wikidata | Wohnhaus                                  |
| Hauptstraße 77 (Standort)                                                     | Ehemalige Färberhaus, Ackerbürgerhaus                                                                | Zweigeschossiger, traufständiger und verputzter Massivbau mit Satteldach, Figurennische und Korbbogentor, erste Hälfte 19. Jahrhundert, im Kern wohl älter. | D-3-71-127-17 Wikidata | BW                                        |
| Hauptstraße 86 (Standort)                                                     | Ehemaliges Färberanwesen                                                                             | Wohnhaus, zweigeschossiger, verputzter Massivbau mit Halbwalmdach und Figurennische, erste Hälfte 19. Jahrhundert, im Kern wohl älter; Wirtschaftsgebäude, verputzte Massivbauten; Hofmauer mit rundbogiger Einfahrt. | D-3-71-127-18 Wikidata | BW                                        |
| Josefstraße 20, 22 (Standort)                                                 | Fernmeldedienstgebäude                                                                               | Zwei zweigeschossige, traufständige Massivbauten mit Satteldächern, Torspion, Sandsteingliederung und überwiegend mit Stichbogenlaibungen; Verbindungsmauer; 1939/40. | D-3-71-127-21 Wikidata | Fernmeldedienstgebäude                    |
| Kellerweg 2 (Standort)                                                        | Vierzehn-Nothelfer-Kapelle, sogenannte Salvatorkapelle                                               | Teils verputzter Sandsteinquaderbau mit den Eingang flankierenden Pilastern, Rundbogengiebel und Muschelnische, wohl 17. Jahrhundert; mit Ausstattung. | D-3-71-127-6 Wikidata  | BW                                        |
| Klostergasse 2 (Standort)                                                     | Gasthaus Goldenes Lamm                                                                               | Zweigeschossiger, verputzter Massivbau in Ecklage, mit Satteldach und Figurennische, ehemals bezeichnet mit „1797“, im Kern wohl 16. Jahrhundert. | D-3-71-127-22 Wikidata | BW                                        |
| Kohlberger Straße (Standort)                                                  | Bildstock                                                                                            | Gemauerter Pfeiler mit Satteldach, 17./18. Jahrhundert. | D-3-71-127-33 Wikidata | weitere Bilder                            |
| Nürnberger Straße 57 (Standort)                                               | Ehemalige Keramikfabrik                                                                              | Zweigeschossiger, verputzter Massivbau mit einseitig halb abgewalmtem Satteldach und einfacher Putzgliederung, Flussstein am Hoftor bezeichnet mit „1825“, westliche Erweiterung wohl zweite Hälfte 19. Jahrhundert. | D-3-71-127-24 Wikidata | BW                                        |
| Rathausplatz 1 (Standort)                                                     | Rathaus                                                                                              | Zweigeschossiger, verputzter Massivbau mit Satteldach, Treppengiebeln, Zwiebeldachreiter, profilierten Gewänden, Eckquaderung sowie eingelassenen Reliefs, um 1490, bezeichnet mit „1784“ und „1913“; Missionskreuz, Eisen, mit gusseisernem und vergoldetem Corpus Christi, um 1853. | D-3-71-127-25 Wikidata | weitere Bilder                            |
| Wolfgang-Droßbach-Straße (Standort)                                           | Kapelle                                                                                              | Verputzter, gerade geschlossener Massivbau mit Satteldach und einfacher Putzgliederung, Ende 18. Jahrhundert; mit Ausstattung. | D-3-71-127-31 Wikidata | Kapelle                                   |
| Hinter dem Kalvarienberg; Ehenfelder Straße (Standort)                        | Vorbereitete Sperren                                                                                 | Teil des Verteidigungssystems zur Zeit des Kalten Krieges, in der Kreisstraße AS 18 zwischen Hirschau und Ehenfeld: Straßensprengschachtanlage, dreiteilige sogenannte Trichtersperre, 1970; Grabensperre, Dreiröhrensystem, 1988. | D-3-71-127-69 Wikidata | weitere Bilder                            |
| Kalvarienberg (Standort)                                                      | Kalvarienberg                                                                                        | Kapelle, sogenannte Gruft mit Grab Christi, verputzter Massivbau mit Satteldach, Eingangsvorbau und Putzgliederung, 1725; Kreuzigungsgruppe mit drei Holzkreuzen sowie Sandsteinfiguren von Maria, Johannes und Magdalena, 18. Jahrhundert, bis 1849 am Südportal der Pfarrkirche; Kreuzweg mit vierzehn gemauerten Stationen, Mitte 17. Jahrhundert. | D-3-71-127-4 Wikidata  | weitere Bilder                            |

### Burgstall
| Lage                    | Objekt             | Beschreibung | Akten-Nr.              | Bild |
| ----------------------- | ------------------ | --- | ---------------------- | ---- |
| In Burgstall (Standort) | Kapelle St. Martin | Verputzter, dreiseitig geschlossener Massivbau mit Satteldach, Sandsteingewänden, einfacher Putzgliederung und Dachreiter, neubarock, bezeichnet mit „1925“; mit Ausstattung. | D-3-71-127-34 Wikidata | BW   |

### Ebenhof
| Lage                                                                        | Objekt                                | Beschreibung | Akten-Nr.              | Bild                                  |
| --------------------------------------------------------------------------- | ------------------------------------- | --- | ---------------------- | ------------------------------------- |
| an der Kreisstraße AS 18 (Standort)                                         | Bildstock                             | Sandsteinpfeiler, bezeichnet mit „1902“, bekrönt von Gusseisenkruzifix.                                                   | D-3-71-127-36 Wikidata | Bildstock                             |
| an der Kreisstraße AS 18 bei der Einmündung des Wirtschaftsweges (Standort) | Sandsteinmarterl                      | Rechteckiger Schaft mit Bildhäuschen, bezeichnet mit „W.M.“ für Wolfgang Meier sowie „1902“.                              | D-3-71-127-46 Wikidata | Sandsteinmarterl                      |
| Lindenfeld (Standort)                                                       | Bildstock, sogenanntes Bogner-Marterl | Sandsteinpfeiler mit Laterne, bezeichnet mit „1899“.                                                                      | D-3-71-127-35 Wikidata | Bildstock, sogenanntes Bogner-Marterl |
| Lotesholz (Standort)                                                        | Bildstock                             | Sandsteinpfeiler mit Laterne, bezeichnet mit „1897“. Nicht nachqualifiziert, im Bayerischen Denkmal-Atlas nicht kartiert. | D-3-71-127-45 Wikidata | Bildstock                             |
| Moos (Standort)                                                             | Marienkapelle                         | Verputzter, gerade geschlossener Massivbau mit Satteldach, 18./erste Hälfte 19. Jahrhundert.                              | D-3-71-127-39 Wikidata | Marienkapelle                         |

### Ehenfeld
| Lage                   | Objekt                                                       | Beschreibung | Akten-Nr.              | Bild                                                         |
| ---------------------- | ------------------------------------------------------------ | --- | ---------------------- | ------------------------------------------------------------ |
| Breitenweg (Standort)  | Bildstock, sogenannte Weiße Marter                           | Gemauert, mit Zeltdach und stichbogenförmigen Bildnischen, 18./19. Jahrhundert, mit vier neuzeitlichen Gemälden. | D-3-71-127-44 Wikidata | Bildstock, sogenannte Weiße Marter                           |
| Ehenfeld 4 (Standort)  | Pfarrhaus                                                    | Zweigeschossiger, verputzter Massivbau über Sockelgeschoss, mit Walmdach und Sandsteingewänden, Mitte 19. Jahrhundert. | D-3-71-127-43 Wikidata | Pfarrhaus                                                    |
| Ehenfeld 5 (Standort)  | Katholische Kuratiekirche St. Michael                        | Saalbau, weitgehend verputzter Massivbau mit Satteldach und nicht eingezogenem Chor, Ostturm mit Zeltdach und Laterne sowie Strebepfeilern, im Kern 12./13. Jahrhundert, Umbauten, Erneuerung des Langhauses und Anbau der Sakristei 15. Jahrhundert und 16./17. Jahrhundert sowie 1782; mit Ausstattung; Torturm, dreigeschossiger, verputzter Massivbau mit Satteldach und Schießscharten, gotisch; drei Sandsteinfiguren der Heiligen Petrus, Jakobus und Johannes, wohl barock, ehemaliger Bestandteil einer Ölberggruppe, im Friedhof; Teilstücke der historischen Friedhofsmauer. | D-3-71-127-37 Wikidata | weitere Bilder                                               |
| Ehenfeld 7 (Standort)  | Bauernhaus                                                   | Wohnstallbau, ein- bis zweigeschossiger, verputzter Massivbau mit Halbwalmdach, einfacher Putzgliederung und Figurennische, 18. Jahrhundert, 1923 erweitert und aufgestockt. | D-3-71-127-40 Wikidata | Bauernhaus                                                   |
| In Ehenfeld (Standort) | Bildstock, sogenannte Pestmarterl                            | Steinpfeiler mit Bildnische, 17./18. Jahrhundert. | D-3-71-127-47 Wikidata | Bildstock, sogenannte Pestmarterl                            |
| In Ehenfeld (Standort) | Bildstock                                                    | Gemauert, mit Zeltdach und vier rundbogenförmigen Bildnischen, 17. Jahrhundert. | D-3-71-127-42 Wikidata | Bildstock                                                    |
| In Ehenfeld (Standort) | Kapelle Zum gegeißelten Heiland, sogenannte Schmalzl-Kapelle | Verputzter, gerade geschlossener Massivbau mit Walmdach, den Eingang flankierenden Wandpfeilern und Rundbogentür, bezeichnet mit „1913“; mit Ausstattung. | D-3-71-127-38 Wikidata | Kapelle Zum gegeißelten Heiland, sogenannte Schmalzl-Kapelle |
| Hag (Standort)         | Steinkreuz, sogenannter Schwedenstein                        | Wohl nachmittelalterlich. | D-3-71-121-16 Wikidata | Steinkreuz, sogenannter Schwedenstein                        |

### Kindlas
| Lage                  | Objekt                         | Beschreibung | Akten-Nr.              | Bild                           |
| --------------------- | ------------------------------ | --- | ---------------------- | ------------------------------ |
| Grabenfeld (Standort) | Kapelle heilige Dreifaltigkeit | Verputzter, gerade geschlossener Massivbau mit Satteldach und Putzgliederung, bezeichnet mit „1841“; mit Ausstattung. | D-3-71-127-48 Wikidata | Kapelle heilige Dreifaltigkeit |

### Krickelsdorf
| Lage                       | Objekt                                            | Beschreibung | Akten-Nr.     | Bild           |
| -------------------------- | ------------------------------------------------- | --- | ------------- | -------------- |
| In Krickelsdorf (Standort) | Katholische Filialkirche Heiligste Dreifaltigkeit | Saalbau, verputzter Massivbau mit Satteldach, eingezogenem, dreiseitig geschlossenem Chor, Dachreiter und Rundbogenlaibungen 1859, 1861 umgebaut und erweitert; mit Ausstattung. | D-3-71-127-50 | weitere Bilder |
| In Krickelsdorf (Standort) | Bildstock heilige Dreifaltigkeit                  | Sandsteinpfeiler mit Laterne, um 1846. | D-3-71-127-53 | BW             |
| In Krickelsdorf (Standort) | Steinkreuz                                        | Wohl spätmittelalterlich. | D-3-71-127-51 | weitere Bilder |
| Stockfeld (Standort)       | Bildstock                                         | Sandsteinpfeiler mit Laterne, bezeichnet mit „1895“. | D-3-71-127-52 | Bildstock      |

### Krondorf
| Lage                   | Objekt                            | Beschreibung | Akten-Nr.              | Bild |
| ---------------------- | --------------------------------- | --- | ---------------------- | ---- |
| Krondorf 2 (Standort)  | Bildstock                         | Pfeiler mit Bildnische und Satteldach, bezeichnet mit „1895“. | D-3-71-127-56 Wikidata | BW   |
| Krondorf 8 (Standort)  | Bildstock                         | Pfeiler mit Laterne und Satteldach, Ende 19. Jahrhundert. | D-3-71-127-55 Wikidata | BW   |
| In Krondorf (Standort) | Katholische Dorfkapelle Herz Jesu | Verputzter, dreiseitig geschlossener Massivbau mit Satteldach, Eingangsvorbau, Dachreiter, Rundbogengewänden und einfacher Putzgliederung, 1907; mit Ausstattung. | D-3-71-127-54 Wikidata | BW   |

### Massenricht
| Lage                                | Objekt                              | Beschreibung | Akten-Nr.              | Bild           |
| ----------------------------------- | ----------------------------------- | --- | ---------------------- | -------------- |
| Massenricht 15 (Standort)           | Katholische Kapelle heiliger Joseph | Massivbau mit Satteldach, Dachreiter mit Zwiebelhaube, rundbogigem Sandsteinportal und Putzgliederung, bezeichnet mit „1926“; mit Ausstattung.                                | D-3-71-127-57 Wikidata | weitere Bilder |
| Massenricht 106 (Standort)          | Wohnstallhaus einer Hofstelle       | eingeschossiger, breit gelagerter Steildachbau, Bruchsteinmauerwerk, mit Einfassungen in Sandstein, rückwärtig angebauter, eingetiefter Keller, wohl um 1800 mit älterem Kern | D-3-71-127-75          | BW             |
| an der Kreisstraße AS 18 (Standort) | Marienbildstock                     | Massiv und mit Satteldach, 18./19. Jahrhundert. | D-3-71-127-58          | weitere Bilder |
| In der Lohe (Standort)              | Bildstock                           | Steinpfeiler mit Bildnische, bekrönt von Gusseisenkreuz, bezeichnet mit „1875“.                                                                                               | D-3-71-127-59          | weitere Bilder |

### Steiningloh
| Lage                      | Objekt     | Beschreibung | Akten-Nr.              | Bild           |
| ------------------------- | ---------- | --- | ---------------------- | -------------- |
| Steiningloh 5 (Standort)  | Bauernhaus | Wohnstallbau, eingeschossiger, verputzter Massivbau mit Satteldach, gekehlten Gewänden, Spion, Backofen und Taubenschlag, 18. Jahrhundert, Zwerchhaus mit Figurennische 1909, Dachausbau 1935. | D-3-71-127-62 Wikidata | BW             |
| In Steiningloh (Standort) | Kapelle    | Dreiseitig geschlossener Massivbau mit Walmdach, Dachreiter und Rundbogenlaibungen, neuromanisch, 1911; mit Ausstattung.                                                                       | D-3-71-127-61 Wikidata | weitere Bilder |

### Untersteinbach
| Lage                         | Objekt                                           | Beschreibung                                                                                              | Akten-Nr.              | Bild                                             |
| ---------------------------- | ------------------------------------------------ | --- | ---------------------- | ------------------------------------------------ |
| In Untersteinbach (Standort) | Mahnmal für die Gefallenen der beiden Weltkriege | Mit eingelassenem Relief mit vor Kruzifix kniendem Soldaten, Stein, und bronzener Inschriftentafel, 1983. | D-3-71-127-63 Wikidata | Mahnmal für die Gefallenen der beiden Weltkriege |

### Urspringermühle
| Lage                   | Objekt          | Beschreibung | Akten-Nr.              | Bild |
| ---------------------- | --------------- | --- | ---------------------- | ---- |
| Urspring 10 (Standort) | Ehemalige Mühle | Zweigeschossiger, verputzter Massivbau mit Halbwalmdach und teils geohrten Sandsteingewänden, bezeichnet mit „1841“, wohl mit älterem Kern. | D-3-71-127-64 Wikidata | BW   |

### Weiher
| Lage                                | Objekt                                   | Beschreibung | Akten-Nr.              | Bild                                     |
| ----------------------------------- | ---------------------------------------- | --- | ---------------------- | ---------------------------------------- |
| Weiher 21 (Standort)                | Katholische Filialkirche Mariae Opferung | Saalkirche und ehemalige Wehrkirche, verputzter Massivbau mit Satteldach, eingezogenem, quadratischem Chor und Dachreiter, im Kern wohl 14. Jahrhundert, Umgestaltung und Erweiterung 17. Jahrhundert, am Rundbogenportal bezeichnet mit „1777“; mit Ausstattung. | D-3-71-127-65 Wikidata | Katholische Filialkirche Mariae Opferung |
| In Weiher (Standort)                | Marienkapelle                            | Verputzter, halbrund geschlossener Massivbau mit Satteldach, vor 1818; 1959/60 hierher versetzt. | D-3-71-127-66 Wikidata | BW                                       |
| an der Kreisstraße AS 18 (Standort) | Bildstock                                | Sandsteinpfeiler mit Laterne, 18./19. Jahrhundert. | D-3-71-127-67          | BW                                       |

## Ehemalige Baudenkmäler
In diesem Abschnitt sind Objekte aufgeführt, die früher einmal in der Denkmalliste eingetragen waren, jetzt aber nicht mehr. Objekte, die in anderem Zusammenhang also z. B. als Teil eines Baudenkmals weiter eingetragen sind, sollen hier nicht aufgeführt werden. Aktennummern in diesem Abschnitt sind ehemalige, jetzt nicht mehr gültige Aktennummern.

| Lage                                    | Objekt                             | Beschreibung                                                                                   | Akten-Nr.              | Bild           |
| --------------------------------------- | ---------------------------------- | ---------------------------------------------------------------------------------------------- | ---------------------- | -------------- |
| Hirschau Hauptstraße 9 (Standort)       | Inschrifttafel                     | Bezeichnet mit „1604“.                                                                         | D-3-71-127-9 Wikidata  | BW             |
| Hirschau Hirschengasse 4, 6 (Standort)  | Torbogen                           | Bezeichnet mit „1897“.                                                                         | D-3-71-127-19 Wikidata | BW             |
| Hirschau Stadtmauerngasse 37 (Standort) | Wohnhaus                           | 18./19. Jahrhundert, in der Rückwand Reste eines ehemaligen Stadtmauerturmes, 14. Jahrhundert. | D-3-71-127-29 Wikidata | BW             |
| Hirschau Stadtmauerngasse 45 (Standort) | Nischenfigur Maria in der Hoffnung | 19. Jahrhundert.                                                                               | D-3-71-127-30 Wikidata | BW             |
| Kindlas Kindlas 6 (Standort)            | Gasthaus Blaue Traube              | Mitte 19. Jahrhundert, Walmdachbau.                                                            | D-3-71-127-49 Wikidata | BW             |
| Rödlas Rödlas 1 (Standort)              | Marienkapelle                      | Erste Hälfte 20. Jahrhundert; mit Ausstattung.                                                 | D-3-71-127-60 Wikidata | weitere Bilder |

## Abgegangene Baudenkmäler
In diesem Abschnitt sind Objekte aufgeführt, die früher einmal in der Denkmalliste eingetragen waren, jetzt aber nicht mehr existieren, z. B. weil sie abgebrochen wurden. Aktennummern in diesem Abschnitt sind ehemalige, jetzt nicht mehr gültige Aktennummern.

| Lage                               | Objekt   | Beschreibung                    | Akten-Nr.              | Bild |
| ---------------------------------- | -------- | ------------------------------- | ---------------------- | ---- |
| Hirschau Rathausplatz 3 (Standort) | Wohnhaus | 17. Jahrhundert, Satteldachbau. | D-3-71-127-26 Wikidata | BW   |